# Kreuz Jackerath
Kreuz Jackerath is een knooppunt in de Duitse deelstaat Noordrijn-Westfalen.
Op dit knooppunt sluit de A44 vanuit Aken aan op de A61 Venlo-Hockenheim.

## Geografie
Het knooppunt ligt in de ten zuiden van de wijk Jackerath in de gemeente Titz in de Kreis Düren.
Nabijgelegen steden en dorpen zijn Bedburg, Jüchen en Erkelenz. Het knooppunt ligt ongeveer 17 km ten zuiden van Mönchengladbach, ongeveer 30 km ten zuidwesten van Düsseldorf en ongeveer 40 km ten noordoosten van Aken.
Vlakbij ligt ook de Tagebau Garzweiler II.
Door de dagbouwmijn Garzweiler was tussen 2005 en 2018 de A44 naar Mönchengladbach opgebroken. In 2018 is de snelweg herbouwd en heropend. Vervolgens is de A61 naar Venlo afgebroken voor de bruinkoolwinning tot 2035. Hierdoor is Kreuz Jackerath enkele kilometers oostelijker in een andere vorm herbouwd. Het knooppunt is omgebouwd van een klavermolenknooppunt naar een klaverturbineknooppunt.

## Verkeersintensiteiten
Dagelijks passeren ongeveer 67.000 voertuigen het knooppunt.
| Van                 | Naar              | Gemiddeld aantal voertuigen per dag | Percentage vrachtverkeer |
| ------------------- | ----------------- | ----------------------------------- | ------------------------ |
| AS Titz (A 44)      | AK Jackerath      | 34.100                              | 13,5 %                   |
| AS Jackerath (A 61) | AK Jackerath      | 63.900                              | 17,6 %                   |
| AK Jackerath        | AS Bedburg (A 61) | 37.200                              | 18,6 %                   |

## Richtingen knooppunt
| Aansluitende wegen | Aansluitende wegen | Aansluitende wegen | Aansluitende wegen | Aansluitende wegen                                  |
| ------------------ | ------------------ | ------------------ | ------------------ | --------------------------------------------------- |
| richting Jackerath |                    |                    |                    | richting A46 Düsseldorf A61 Mönchengladbach / Venlo |
|                    |                    |                    |                    |                                                     |
|                    |                    |                    |                    |                                                     |
|                    |                    |                    |                    |                                                     |
| richting Aken      |                    |                    |                    | richting Bedburg / Keulen Koblenz                   |